# South Sudan Opposition Alliance
Die South Sudan Opposition Alliance (SSOA) ist eine Allianz südsudanesischer politischer Gruppierungen und bewaffneter Gruppen. Sie wurde am 16. Februar 2018 am Ende des Südsudanesischen Bürgerkriegs (2013–2018) in Addis Abeba geschlossen.
Die Gründungsakte wurde von Vertretern folgender neun Organisationen unterzeichnet:
- FDP/SSAF (Federal Democratic Party/South Sudan Armed Forces)
- SSPM/A (South Sudan Patriotic Movement/Army)
- SSLM/A (South Sudan Liberation Movement/Army)
- SSNMC (South Sudan National Movement for Change)
- SSUM/A (South Sudan United Movement/Army)
- NAS (National Salvation Front)
- NDM (National Democratic Movement)
- UDRA (United Democratic Republican Alliance)
- PDM (People’s Democratic Movement)

Als Hauptanliegen der als Oppositionsbündnis gegen den südsudanesischen Präsidenten Salva Kiir Mayardit (SPLM/A) gegründeten SSOA wurde bei der Gründung der SSOA ein tragfähiges Friedensabkommen zwischen den Bürgerkriegsparteien in den Vordergrund gestellt. Dadurch sollte der Aufbau einer stabilen, auf Demokratie, Beachtung der Menschenrechte, Gleichberechtigung der Ethnien sowie Föderalismus basierenden Staatsordnung ermöglicht werden. Diesem Friedensabkommen sollten neben der SPLM/A und der SSOA auch die größte Anti-Kiir-Gruppierung, die von Riek Machar geführte SPLM/A-IO, und andere Gruppen zustimmen.
Am 12. September 2018 schlossen Regierung, SPLMA/-IO, die SPLM-FD (Sudan People’s Movement-Former Detainees) und die SSOA ein Friedensabkommen ab: das R-ARCSS (Revitalized Agreement on the Resolution of Conflict in South Sudan). Teile der SSOA waren allerdings unzufrieden mit den ausgehandelten Ergebnissen und trennten sich von der SSOA.
Auch in der Folgezeit erlebte die SSOA Kontroversen wegen des politischen Kurses und der Besetzung des Vorsitzendenpostens. Es kam zu weiteren Abspaltungen, Neuformierungen und Wiedervereinigungen.
Als Ergebnis von Verhandlungen mit der Regierung und anderen politischen Kräften wurde der SSOA eine Reihe von Führungsposten zugebilligt. Die SSOA kann u. a. einen der Gouverneure der zehn Bundesstaaten bestimmen und besetzt mehrere Sitze auf der Ministerbank. Nach Nominierung durch die SSOA ist Hussein Abdelbagi von der SSPM/A seit Februar 2020 einer der südsudanesischen Vizepräsidenten.